# برنت هیلارد
برنت هیلارد (انگلیسی: Brent Hilliard؛ زادهٔ april ۱۳, ۱۹۷۰ (۵۴ سال)) بازیکن والیبال اهل ایالات متحده آمریکا است.